# 3×3 Oczy
3×3 Oczy (jap. サザンアイズ Sazan Aizu; ang. Sazan Eyes) – manga autorstwa Yūzō Takady wydawana w latach 1987-2002 oraz zrealizowane na jej podstawie dwie serie anime OVA.

## OVA

### Wersja polska
Wersja z polskimi napisami i japońskim dubbingiem. Dystrybucja w Polsce (DVD): Anime Virtual (obie serie zostały wydane na 2 płytach, premiera: I – 12.04.2005, II – 25.06.2005)
- 3×3 Oczy, OVA (odcinki: 1-4)[2][3]
- 3×3 Oczy, OVA (odcinki: 5-7)[4][5]